# Joseph Daussoigne-Méhul
 (avril 2025).
Si vous disposez d'ouvrages ou d'articles de référence ou si vous connaissez des sites web de qualité traitant du thème abordé ici, merci de compléter l'article en donnant les références utiles à sa vérifiabilité et en les liant à la section « Notes et références ».
Joseph Daussoigne-Méhul est un compositeur et professeur de musique français né le 10 juin 1790 à Givet et mort le 10 mars 1875 à Liège (Belgique).
Premier directeur du Conservatoire royal de Liège (de 1826 à 1862), il y a parallèlement enseigné l’harmonie et la composition musicale. Parmi ses élèves notables, César Franck, Étienne Soubre et Jean-Théodore Radoux qui lui succède comme directeur. En 1859, il a été fait commandeur de l’ordre de Léopold.

## Biographie

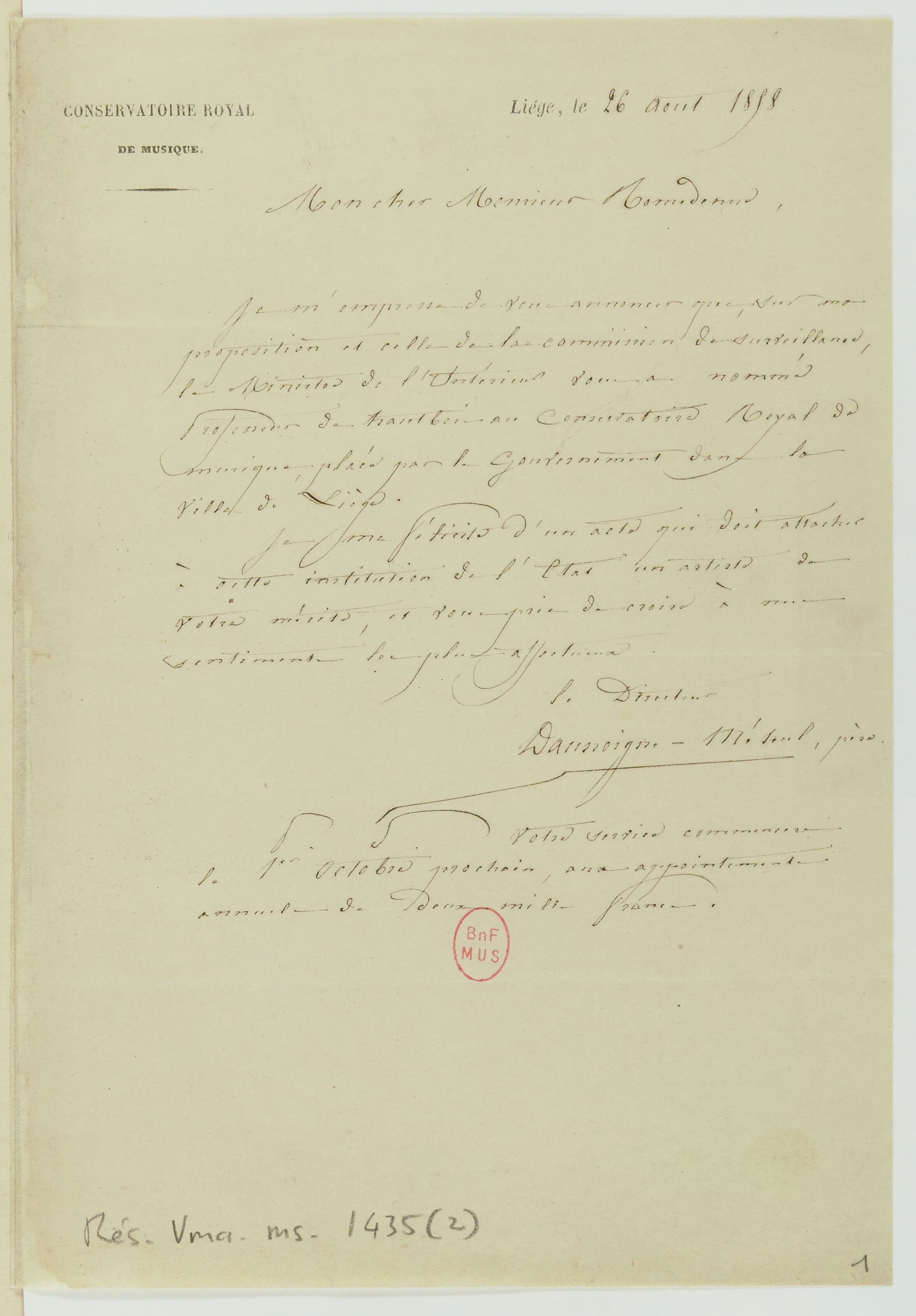
Lettre de Joseph Daussoigne-Méhul à Alphonse Romedenne (1858)

Né Louis-Joseph Daussoigne, il est adopté avec son frère cadet par leur oncle, le compositeur Étienne Méhul (1763-1817) en 1797.
Il  changera légalement son nom en Daussoigne-Méhul le 12 août 1845, à l'âge de 55 ans.
En 1799, à l'âge de 9 ans, il devient élève au Conservatoire de musique de Paris. Il y étudie pendant dix années, période durant laquelle il reçoit plusieurs distinctions, notamment un premier prix en théorie de la musique (1799), en composition de musique (1803), en piano (1806), en contrepoint (1808) et en fugue (1808). Ses professeurs sont notamment Louis Adam (piano), Charles Simon Catel (harmonie) et son oncle (composition). En 1803, il commence à enseigner à son tour la théorie de la musique au conservatoire.
En 1809, il remporte le prix de Rome avec la cantate Agar le désert. Il reçoit une bourse pour poursuivre ses études à l'Académie de France à Rome, située dans la villa Médicis, au sein de la villa Borghese, sur la colline du Pincio à Rome. En conséquence, il démissionne de son poste d'enseignant au Conservatoire et s'installe à Rome où il étudie de février 1810 à fin 1813, après quoi il retourne enseigner au Conservatoire de 1814 à 1826. Son frère qui sert comme lieutenant dans l’armée française pendant la guerre de 1812, est tué au combat.
En 1827, il est nommé directeur du Conservatoire royal de Liège, poste qu'il conserve pendant 35 ans.
En 1834, il est nommé membre correspondant de l'Institut de France, en remplacement de Meyerbeer.
Daussoigne-Méhul a composé plusieurs œuvres pour piano solo, de la musique symphonique, quelques opéras et quelques musiques de chambre. Son opéra-comique, Aspasie et Périclès, est créé à l'Opéra de Paris en 1820. Il a également terminé l'opéra inachevé de son oncle Étienne Méhul, Valentin de Milan, créé à l'Opéra-Comique en 1822.
Il meurt à l'âge de 84 ans, après plus de 50 ans de mariage avec Marie-Adélaïde Bellet, fille de l’entrepreneur en construction parisien Alexandre Godefroy-Bellet. Leur fils, Alexandre Daussoigne-Méhul, a été pianiste, organiste, compositeur et critique musical.

## Œuvres
- 3 Quatuors à cordes
- Ouverture pour orchestre

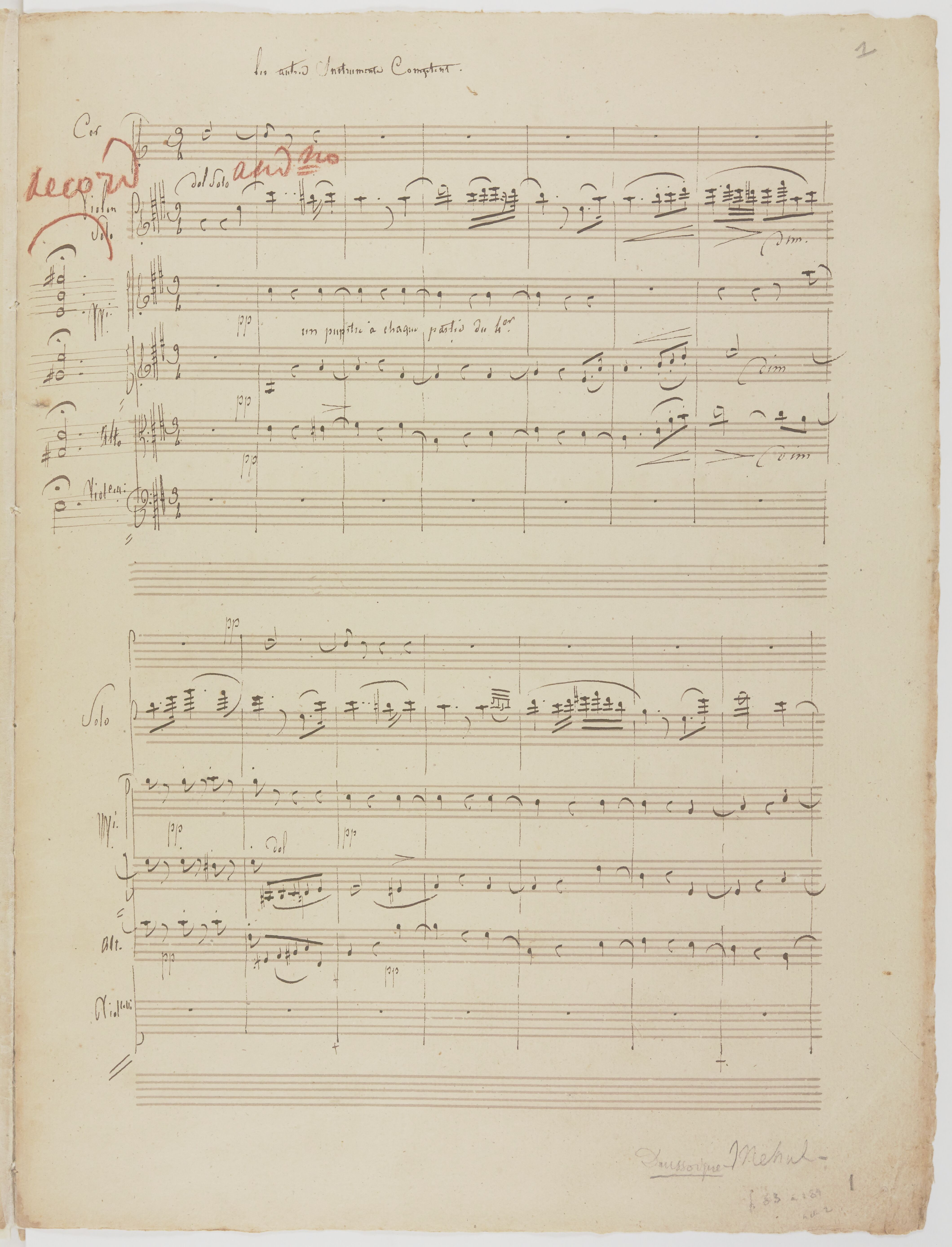
Ballets pour Pharamond (1825)

- 1820 : Aspasie et Périclès, opéra en un acte, livret de Jean-Pons-Guillaume Viennet
- 1824 : Les Deux Salem, opéra en un acte, livret de Paulin de Lespinasse
- 1828 : À la mémoire de Grétry, cantate
- 1834 : Bruxelles en 1830-1831, symphonie héroïque pour chœur et orchestre
- 1856 : Cantate sur des airs populaires
- 1862 : Hommage à Grétry, cantate

## Sources
- « Biographie de Joseph Daussoigne-Méhul », sur Musica et Memoria (consulté le 3 mars 2018)
- Thierry Levaux, Dictionnaire des compositeurs de Belgique du Moyen Âge à nos jours, Ohain-Lasne, Art en Belgique, 2006, 152-3 p. (ISBN 2-930338-37-7, OCLC 680622505, lire en ligne).
- Jean-Baptiste-Joseph Boulliot, Biographie ardennaise ou Histoire des Ardennais qui se sont fait remarquer par leurs écrits, leurs actions, leurs vertus et leurs erreurs, t. 2, Paris, Chez l’éditeur, 1830 (lire en ligne), p. 465-6.